# Mein fremder Sohn – Strange Son
In dem Buch Mein fremder Sohn – Strange Son beschreibt Portia Iversen, Begründerin der Organisation Cure Autism Now, wie ihr von Autismus betroffener Sohn endlich durch die Methode von Soma Mukhopadhyay Hilfe erhält. Die Methode hat entfernte Ähnlichkeit mit der Gestützten Kommunikation.
Die Methode sei schwer reproduzierbar, weil Mukhopadhyay sehr genau beobachtet, wo die Aufmerksamkeit des Autisten ist und wie hoch das Erregungslevel ist; jedoch sei nicht leicht zu erkennen, wie Mukhopadhyay das genau macht. Dennoch sei es Iversen gelungen, die Methode zu erlernen und auch einen Lehrer in der Methode auszubilden. In diesem Sinne kann man inzwischen sagen, dass doch die Methode mehr oder weniger reproduzierbar ist.
Mukhopadhyay hatte die Methode mit ihrem eigenen Sohn, der ebenfalls Autist ist, entwickelt.
Es besteht die Vermutung, dass die meisten geistig Behinderten, also „Low-Functioning-Autisten“ gar nicht geistig behindert sind, sondern Autisten auditiven Typs sind, sie seien dermaßen auf das Hören konzentriert, dass infolgedessen eine Verarbeitung der visuellen Wahrnehmung kaum stattfindet und der Autist auch nicht spricht.
Dem Buch, und auch einem Video im Internet zufolge hat Frau Mukhopadhyay an der Carousel School, wo auch der Sohn von Frau Iversen ist, mehrere betroffene Kinder unterrichtet.